# Sub (jeu vidéo)
Sub (Fluid aux États-Unis, Depth au Japon) est un jeu musical sorti en 1996 sur PlayStation. 